# Григорьевский сельсовет (Оренбургская область)
Григорьевский сельсовет — упразднённое сельское поселение в Соль-Илецком районе Оренбургской области Российской Федерации.
Административный центр — село Григорьевка.

## История
Статус и границы сельского поселения установлены Законом Оренбургской области от 2 сентября 2004 года № 1424/211-III-ОЗ «О наделении муниципальных образований Оренбургской области статусом муниципального района, городского округа, городского поселения, установлении и изменении границ муниципальных образований»
Упразднено в 2016 году.

## Население
| 2010 | 2012  | 2013  | 2014  | 2015  |
| ---- | ----- | ----- | ----- | ----- |
| 2904 | ↘2855 | ↘2837 | ↗2851 | ↘2841 |

## Состав сельского поселения
| № | Населённый пункт | Тип населённого пункта       | Население |
| - | ---------------- | ---------------------------- | --------- |
| 1 | 26 км            | разъезд                      | 4         |
| 2 | 27 км            | разъезд                      | 0         |
| 3 | Возрождение      | деревня                      | 207       |
| 4 | Григорьевка      | село, административный центр | 1536      |
| 5 | Казанка          | посёлок                      | 356       |
| 6 | Чашкан           | железнодорожная станция      | 168       |
| 7 | Чашкан           | посёлок                      | 633       |